# مالکوم الیسون
مالکوم الیسون (انگلیسی: Malcolm Allison؛ ۵ سپتامبر ۱۹۲۷ – ۱۴ اکتبر ۲۰۱۰) یک بازیکن فوتبال اهل بریتانیا بود.